# Estação Desembargador Furtado
A Estação Desembargador Furtado é uma estação de trem no município de Campinas, mantida pela Associação Brasileira de Preservação Ferroviária, como parte da Viação Férrea Campinas-Jaguariúna, uma linha turística com locomotivas a vapor. A estação fica próxima à ponte que passa sobre o Rio Atibaia.

## História[1]
A estação original de Desembargador Furtado foi aberta em 1901, recebendo o nome de um proprietário da fazenda responsável pela construção da estação, em acordo com a Companhia Mogiana de Estradas de Ferro, em função da necessidade de escoamento da produção cafeeira. Há nas proximidades da estação as construções de uma antiga colônia de ferroviários que mantinham o trecho.